# Oakland Raiders 2012
La stagione 2012 degli Oakland Raiders è stata la 43ª della franchigia nella National Football League, la 53ª complessiva, la prima senza lo storico  proprietario e general manager Al Davis e la prima con Dennis Allen come capo-allenatore. La precedente stagione si concluse con il record di 8 vinte e 8 perse. Il 10 gennaio venne assunto il nuovo general manager Reggie McKenzie, mentre il 24 dello stesso mese i Raiders hanno assunto Dennis Allen.

## Scelte nel Draft 2012
Prima del draft le scelte cedute furono:
- La prima scelta e la seconda scelta del draft NFL 2013 per l'acquisto del quarterback Carson Palmer dai Cincinnati Bengals.
- La seconda scelta e la settima del draft NFL 2011 per avere una terza e quarta scelta del draft 2011 dai New England Patriots.
- La terza scelta ai Patriots per avere la terza scelta nel draft supplementare del 2011 per il quarterback Terrelle Pryor.
- La quarta scelta per l'acquisto del quarterback Jason Campbell dai Washington Redskins.
- La settima scelta e un'aggiuntiva del draft 2013 per l'acquisto del linebacker Aaron Curry dai Seattle Seahawks.

Al draft NFL 2012 i Raiders scelsero:
- Alla 95ª (ottenuta come compensatoria dalla NFL) Tony Bergstrom offensive tackle.
- Alla 129ª (ottenuta come compensatoria dalla NFL) Miles Burris outside linebacker.
- Alla 158ª (ottenuta dai Detroit Lions in scambio della 148ª scelta del draft 2012) Jack Crawford defensive end.
- Alla 168ª (ottenuta come compensatoria dalla NFL) Juron Criner wide receiver.
- Alla 189ª Christo Bilukidi defensive end.
- Alla 230ª (ottenuta dai Detroit Lions in scambio della 148ª scelta del draft 2012) Nathan Stupar outside linebacker.

Invece cedettero le scelte:
- La 148ª scelta ai Detroit Lions in scambio della 158ª e 230ª scelta del draft 2012.

## Movimenti di rilievo prima e dopo il draft
Prima del draft NFL 2012
Il 9 gennaio 2012 sottoscrissero un pre-contratto con il fullback Rashawn Jackson, proveniente dai Chicago Rush.
Il 9 febbraio i Raiders svincolarono il cornerback titolare Stanford Routt della stagione passata. Il 9 marzo fu il momento dell'altro cornerback titolare Chris Johnson venne svincolato insieme alla free safety Hiram Eugene per non aver superato i test fisici.
Nei giorni a seguire anche il titolare tight end Kevin Boss e il backup defensive tackle John Henderson vennero svincolati.
Il 16 marzo venne svincolato il titolare linebacker Kamerion Wimbley. Nello stesso giorno dal mercato dei free agent vennero presi il cornerback Ron Bartell ex-Rams e la guardia Mike Brisiel ex-Texans. Mentre il 19 dello stesso mese fu preso il cornerback Shawntae Spencer ex-49ers.
Il 22 marzo venne rifirmato dai free agent il titolare offensive tackle Khalif Barnes.
Il 30 marzo venne ceduto ai Carolina Panthers l'offensive tackle Bruce Campbell per il running back Mike Goodson e preso dai free agent il linebacker Philip Wheelers ex-Colts.
Il 7 aprile sempre dai free agent venne firmato il defensive end David Tollefson ex-Giants.
Il 16 aprile venne rifirmato dai free agent il backup defensive back Matt Giordano
Dopo il draft
Il 1º maggio venne preso dal mercato dei free agent il quarterback Matt Leinart come backup del titolare Carson Palmer.
Il 4 giugno venne rifirmato come exclusive free agent il fullback titolare Marcel Reece e due giorni dopo il backup defensive tackle Desmond Bryant.
Il 15 giugno venne rifirmato dai free agent il fullback Owen Schmitt ex-Eagles.
Il 23 luglio venne ceduto per la settima scelta del draft NFL 2013 ai Panthers il wide receiver Louis Murphy.
Il 28 agosto venne firmato dai free agent il wide receiver Roscoe Parrish ex-Chargers. Ma dopo soli 3 giorni venne svincolato a causa anche della sua pessima prestazione nell'ultima partita di preseason dove Parrish in due ritorni collezionò 2 fumble di cui uno perso.
Il 6 settembre venne firmato il free agent wide receiver Derek Hagan già stato ai Raiders nella stagione precedente, per gli infortuni accorsi ai wide receiver Jacoby Ford, Denarius Moore e Juron Criner.

## Movimenti di rilievo durante la regular-season
Il 15 settembre venne messo sulla lista infortunati il wide receiver e ritornatore titolare Jacoby Ford, mentre il titolare cornerback Ron Bartell sulla lista degli infortunati momentanei.
Il 26 dello stesso mese venne svincolato la terza scelta del draft NFL 2011, l'offensive tackle Joseph Barksdale e venne firmato il veterano defensive end Andre Carter.
Il 17 ottobre ritornò alla pratica il linebacker titolare della passata stagione Aaron Curry.
Il 10 novembre venne reinserito nel roster ufficiale di squadra Ron Bartell, ma venne messo sulla lista infortunati l'altro cornerback titolare Shawntae Spencer.
Il 14 dello stesso mese venne messo sulla lista infortunati il linebacker backup Travis Goethel.
Il 20 dello stesso mese venne svincolato Aaron Curry.

## Precampionato
| Precampionato |           |           |                     |           |        |                               |         |
| Settimana     | Data      | Ora (PT)  | Avversario          | Risultato | Record | Stadio                        | Sintesi |
| 1             | 10 agosto | 5:00 p.m. | Dallas Cowboys      | S 0-3     | 0-1    | Oakland Coliseum              | Sintesi |
| 2             | 17 agosto | 7:00 p.m. | @ Arizona Cardinals | S 27-31   | 0-2    | University of Phoenix Stadium | Sintesi |
| 3             | 25 agosto | 4:00 p.m. | Detroit Lions       | V 31-20   | 1-2    | Oakland Coliseum              | Sintesi |
| 4             | 30 agosto | 7:00 p.m. | @ Seattle Seahawks  | S 3-21    | 1-3    | CenturyLink Field             | Sintesi |

## Stagione regolare

### Calendario
| Stagione regolare |                    |                    |                        |                    |                    |                                     |                    |
| Settimana         | Data               | Ora (PT)           | Avversario             | Risultato          | Record             | Stadio                              | Sintesi            |
| 1                 | 10 settembre       | 7:15 p.m.          | San Diego Chargers (M) | S 14-22            | 0-1                | Oakland Coliseum                    | Sintesi            |
| 2                 | 16 settembre       | 10:00 a.m.         | @ Miami Dolphins       | S 35-13            | 0-2                | Sun Life Stadium                    | Sintesi            |
| 3                 | 23 settembre       | 1:25 p.m.          | Pittsburgh Steelers    | V 34-31            | 1-2                | Oakland Coliseum                    | Sintesi            |
| 4                 | 30 settembre       | 1:05 p.m.          | @ Denver Broncos       | S 37-6             | 1-3                | Sports Authority Field at Mile High | Sintesi            |
| 5                 | Settimana di pausa | Settimana di pausa | Settimana di pausa     | Settimana di pausa | Settimana di pausa | Settimana di pausa                  | Settimana di pausa |
| 6                 | 14 ottobre         | 10:00 a.m.         | @ Atlanta Falcons      | S 20-23            | 1-4                | Georgia Dome                        | Sintesi            |
| 7                 | 21 ottobre         | 1:25 p.m.          | Jacksonville Jaguars   | V 26-23 (DTS)      | 2-4                | Oakland Coliseum                    | Sintesi            |
| 8                 | 28 ottobre         | 1:05 p.m.          | @ Kansas City Chiefs   | V 26-16            | 3-4                | Arrowhead Stadium                   | Sintesi            |
| 9                 | 4 novembre         | 1:05 p.m.          | Tampa Bay Buccaneers   | S 32-42            | 3-5                | Oakland Coliseum                    | Sintesi            |
| 10                | 11 novembre        | 10:00 a.m.         | @ Baltimore Ravens     | S 20-55            | 3-6                | M&T Bank Stadium                    | Sintesi            |
| 11                | 18 novembre        | 1:05 p.m.          | New Orleans Saints     | S 17-38            | 3-7                | Oakland Coliseum                    | Sintesi            |
| 12                | 25 novembre        | 10:00 a.m.         | @ Cincinnati Bengals   | S 10-34            | 3-8                | Paul Brown Stadium                  | Sintesi            |
| 13                | 2 dicembre         | 1:25 p.m.          | Cleveland Browns       | S 17-20            | 3-9                | Oakland Coliseum                    | Sintesi            |
| 14                | 6 dicembre         | 5:20 p.m.          | Denver Broncos (T)     | S 13-26            | 3-10               | Oakland Coliseum                    | Sintesi            |
| 15                | 16 dicembre        | 1:25 p.m.          | Kansas City Chiefs     | V 15-0             | 4-10               | Oakland Coliseum                    | Sintesi            |
| 16                | 23 dicembre        | 10:00 a.m.         | Carolina Panthers      | S 6-17             | 4-11               | Bank of America Stadium             | Sintesi            |
| 17                | 30 dicembre        | 1:25 p.m.          | @ San Diego Chargers   | S 21-24            | 4-12               | Qualcomm Stadium                    | Sintesi            |

Note:
- Gli avversari della propria division sono in grassetto.
- Il simbolo "@" indica una partita giocata in trasferta.
- (M) indica il Monday Night Football e (T) il Thursday Night Football.

## Classifiche

### Division
| AFC West           |    |    |   |     |     |     |
| Squadra            | V  | S  | P | PCT | PF  | PS  |
| (1) Denver Broncos | 13 | 3  | 0 | 813 | 481 | 289 |
| San Diego Chargers | 7  | 9  | 0 | 438 | 350 | 350 |
| Oakland Raiders    | 4  | 12 | 0 | 250 | 290 | 443 |
| Kansas City Chiefs | 2  | 14 | 0 | 125 | 211 | 425 |

In verde le squadre qualificate ai play-off con il relativo seed.